# کریستین هاس (بازیکن فوتبال)
کریستین هاس (انگلیسی: Christian Haas؛ زادهٔ ۱۸ نوامبر ۱۹۷۸) بازیکن فوتبال اهل آلمان است.
از باشگاه‌هایی که در آن بازی کرده‌است می‌توان به باشگاه فوتبال اشتوتگارت، باشگاه فوتبال اس‌وی زاندهاوزن، باشگاه فوتبال هوفنهایم، و باشگاه فوتبال وی‌اف‌آر آلن اشاره کرد.